# Salilota australis
Salilota australis is een straalvinnige vis uit de familie van diepzeekabeljauwen (Moridae) en behoort derhalve tot de orde van kabeljauwachtigen (Gadiformes). De vis kan een lengte bereiken van 50 centimeter. 

## Leefomgeving
Salilota australis is een zoutwatervis. De vis prefereert een subtropisch klimaat en heeft zich verspreid over de Grote en Atlantische Oceaan. De diepteverspreiding is 30 tot 1000 meter onder het wateroppervlak. 

## Relatie tot de mens
Salilota australis is voor de visserij van beperkt commercieel belang. In de hengelsport wordt er weinig op de vis gejaagd. 